# 西村隆男
西村 隆男（にしむら たかお、1951年8月28日 - ）は、日本の教育学者。消費者教育の研究者。横浜国立大学名誉教授。
東京都出身。

## 略歴
- 東京都立新宿高校卒業
- 埼玉大学経済学部卒業
- 横浜国立大学大学院教育学研究科修士課程修了
- 関東学院大学大学院経済学研究科博士課程修了
- 横浜国立大学教育人間科学部教授

## 受賞歴
- 1986年 日本消費者教育学会学会賞（研究奨励賞）
- 2000年 消費者金融サービス研究会学会賞

## 著書・論文
- 『社会人なら知っておきたい金融リテラシー』祥伝社新書、2016年
- 『子どもにおこづかいをあげよう！ －わが子がお金に困らないためのマネー教育を！』、藍ひろ子（著）、西村隆男（監修）、主婦の友社、2014年
- 『多重債務社員救済Q&A』経営書院、2012年
- 『衣料管理士のための消費生活論』日本衣料管理協会、2010年
- The Ambivalent Consumer, Questioning Consumption in East Asia and the West ", Cornel University Press, 2006
- 『日本の消費者教育 - その生成と発展』有斐閣、1999年
- 『イラスト版 お金のしごと 子どもとマスターする46のお金の知識』、西村隆男（監修）、合同出版、1999年
- 『賢い消費者』（共訳）家政教育社、1998年
- 『消費者教育事典』有斐閣、1998年
- 『クレジットカウンセリング - 多重債務者の生活再建と消費者教育』東洋経済新報社、1997年
- 「消費者教育推進法制定の意義」『国民生活』 46、36-40、2012年
- 「消費者教育をめぐる最新の動向」『日本家政学会誌』 62/3、59-61、2011年
- 「消費者市民社会の考え方」『消費者法ニュース』 84、111-112、2010年
- 「消費者教育の新たな展開と課題」『現代消費者法』 5、53-59、2009年
- 「多重債務者の生活再建と連邦破産法」『消費者教育』 27、63-72、2007年
- 「韓国における消費者被害救済システムの動向」『消費者教育』 22、95-102、2002年
- 「クレジット多重債務者への生活再建支援」横浜国立大学人文紀要第一類 43、19-35、1997年
- 「最近の消費者保護関連法案の動向」『日本家政学会誌』（学術雑誌）、1996年
- 「多重債務問題と期待される消費者教育」『国民生活研究』 32/3、22-34、1992年
- 「消費者問題と消費者教育 - 消費者商品学からの試論」『商品研究』 39/1-2、1-9、1990年

## 翻訳
- 『子どものおこづかい練習帳 －おこづかいをもらおう！おこづかいをあげよう！』、キャスリーン・デューイ、ロン・ベリー（著）、西村隆男（訳）、主婦の友社、2004年

## 現在の研究課題
- クレジット多重債務者の生活再建に関する研究
- 金融消費者教育に関する研究
- 消費者教育発展史研究
- パーソナルファイナンス・マネジメント（家計財務管理）